# Donald Cohan
Donald Smith Cohan (Nova Iorque, 24 de fevereiro de 1930 — 20 de outubro de 2018) é um velejador estadunidense, medalhista olímpico. Ele competiu nos Jogos Olímpicos de Verão de 1972 na classe Dragon e conquistou a medalha de bronze, ao lado de Charles Horter e John Marshall.
Ele se formou no Amherst College em 1951. Lá, foi membro do Beta Theta Pi. Ele então frequentou a Harvard Law School. Exerceu a advocacia, antes de ingressar no ramo imobiliário, tornando-se presidente da Donesco Company. Cohan começou a velejar em 1967, aos 37 anos. Ele fez parte da equipe dos EUA no Campeonato Mundial em 1969, 1970 e 1971.
Cohan atuou como presidente de serviços humanos de emprego e serviço vocacional judaico (JEVS), como membro do Conselho de Liderança de Diretores do Abramson Cancer Center da Universidade da Pensilvânia e como membro do Conselho de Administração da Orquestra de Filadélfia. Em 1986, ele doou um dormitório para o Amherst College; foi nomeado Dormitório Cohan em sua homenagem em 1989.